# City Center Sofia
City Center Sofia – centrum handlowe znajdujące się w Sofii, w Bułgarii. Leży na południe od Narodowego Pałacu Kultury w dzielnicy Triadica na skrzyżowaniu bulwarów "Czerni wrych" i "Arsenalski", po przekątnej naprzeciwko do hotelu Hemus.
Centrum posiada sześć kondygnacji i całkowitą powierzchnię 44 000 m². Istnieje ponad 100 sklepów, kilka kawiarni, aptek, salonów kosmetycznych, biur bankowych i parkingów. Istnieją również dwa hipermarkety: Technomarket i Picadilly. Kompleks kinowy "Cineplex" posiada sześć sal o łącznej pojemności 1340 miejsc.
Został kupiony przez Equest Balkan Properties z 94 000 000 €.